# Rolf Schlindwein
Rolf Schlindwein (* 26. Juli 1974) ist ein deutscher Schachspieler.

## Leben
Sein erster Schachverein war der SC Karlsdorf. Danach spielte er für den SC Viernheim. Mit den SF Baiertal-Schatthausen spielte er in der Saison 2000/01 am ersten Brett in der deutschen Schachbundesliga, danach wechselte er zum SC Untergrombach. Seit 2014 spielt er in der zweiten und dritten Mannschaft der OSG Baden-Baden. In Österreich spielte er für den SK Maria Saal in der Staatsliga B Süd und der Staatsliga B Mitte, in der Schweizer 1. Liga für Réti Zürich. Rolf Schlindwein studierte an der Universität Karlsruhe.
Seit dem 1. Februar 2019 ist Rolf Schlindwein als Jugendkoordinator der OSG Baden-Baden tätig. Ihm obliegt die Koordination des gesamten Kinder- und Jugendtrainings der OSG in engem Austausch mit den Trainern und Eltern, einschließlich der Steuerung der schachlichen Entwicklung der Kinder, Betreuung bei Turnieren und Bildung von neuen Trainingsgruppen, Elternschach und Schulschach-AGs.

## Erfolge
Im Jahre 1989 belegte er bei der deutschen U15-Meisterschaft in Berlin hinter Stephan Berndt den zweiten Platz. 1994 in Binz auf Rügen wurde er für den Schachverband Baden spielend deutscher Ländermeister. Im selben Jahr erhielt er den Titel Internationaler Meister. Im Jahre 2001 wurde er in Leimen badischer Meister und im gleichen Jahr zu „Badens Schachsportler des Jahres“ gewählt. Anno 2001 und erneut 2002 gewann er in einem Zweierteam mit Fabian Döttling ein 36-stündiges Non-Stop-Blitzturnier in Magdeburg. Im Jahre 2002 gewann er ein Open in Bruchsal-Untergrombach, 2008 vor Karel van der Weide die 5. Schachtage in Bad Ems.